# Sirajdikhan
Sirajdikhan è un sottodistretto (upazila) del Bangladesh situato nel distretto di Munshiganj, divisione di Dacca. Si estende su una superficie di 180,19 km² e conta una popolazione di 229.085 abitanti (dato censimento 1991).